# Lommanäbben
Lommanäbben är en sjö i Sävsjö kommun i Småland och ingår i Lagans huvudavrinningsområde. Sjön är 2 meter djup, har en yta på 0,018 kvadratkilometer och befinner sig 212 meter över havet.